# Marie Šplíchalová
Marie Šplíchalová (13. března 1921 – ???) byla česká a československá politička Komunistické strany Československa a poúnorová poslankyně Národního shromáždění ČSR.

## Biografie
Po volbách roku 1948 byla zvolena do Národního shromáždění za KSČ ve volebním kraji Praha. Mandát nabyla až dodatečně v říjnu 1949 jako náhradnice poté, co zemřela poslankyně Matylda Synková. V parlamentu zasedala do února 1953, kdy rezignovala a místo ní nastoupil Oleg Homola.